# Gloeospermum falcatum
Gloeospermum falcatum är en violväxtart som beskrevs av W.H.A. Hekking. Gloeospermum falcatum ingår i släktet Gloeospermum och familjen violväxter. Inga underarter finns listade i Catalogue of Life.